# راكان بن حثلين
راكان بن فلاح بن مانع بن حثلين العجمي (1230 هـ/1814-1310 هـ/1892)، وكنيته أبو فلاح،  أمير وشاعر وفارس مغوار وزعيم قبيلة العجمان. اجتمعت العجمان على والده الشيخ فلاح، وبعده انتقلت المشيخة إلى عمه «حزام» الذي أصبح راكان ساعده الأيمن، ثم تنازل لراكان عام 1262هـ لكبر سنه،  فأصبح راكان شيخ قبيلة العجمان.
سُجن في مدينة «نيش» في صربيا حين كانت تابعة للدولة العثمانية، أثناء الحرب الصربية التركية (1876م–1878م)، وشارك هناك في معركة بين الصرب والعثمانيين أثناء سجنه، فأطلق العثمانيون سراحه وكتبوا له وثيقة للعفو عنه،  وكافئوه بالهدايا والأموال وعاد إلى قبيلته شيخاً عليهم.

## ولادته

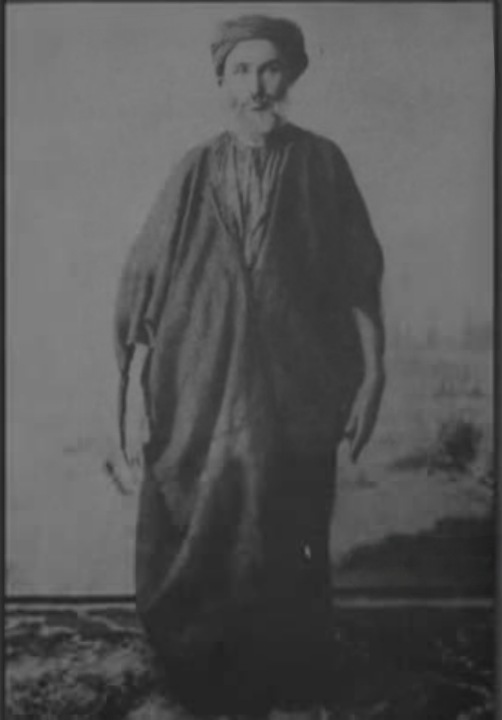
صورة مؤرخة لراكان عام 1875 ميلادية

وُلد الشيخ راكان بن فلاح بن حثلين عام 1230هـ الموافق 1812م.

## قبيلته
يعود نسب قبيلة العجمان إلى جدهم «يام بن أصبى الهمداني»، الذي ينتمي إلى عرب قحطان. سكنت هذه القبيلة في منطقة الأحساء.

## زواجه
ارتحلت بنت «عامر بن جفن آل سفران» مع قومها في فصل الربيع باحثين عن مكان جديد لهم، فنظم راكان بن الحثلين قصيدة عنها حين رآهم يتأهبون للارتحال؛ إذ كان راكان يحب هذه الفتاة منذ فترة.
سمع والد راكان الأبيات التي نظمها ابنه عن بنت عامر، فأراد تزويجه إياها، فأرسل كبار قومه لخطبتها إلى راكان قاصدين والدها عامر بن جفن الذي قام بإكرامهم حين دخلوا عليه، وعندما طلبوا منه ابنته للزواج من الشيخ راكان أجابهم إلى طلبهم، فأهدى أبو راكان عامراً بن جفن فرساً من الخيول العربية الأصلية لكرمه معهم إلا أنه رفض قبولها، فأقسم عليه فقبلها.
وتم زواج راكان من بنت عامر، وأنجبت له: فلاح بن راكان بن حثلين.
في هذه الحادثة، أنشأ فلاح ابن حثلين والد راكان هذه الأبيات:
| يامن يبشر باريش العين راكان     |  | ان حنا طلبناها وكمل نشــبها    |
| امر تســـهل بين ذربين الأيــمان |  | هذاك يعطيــها وهذا طلبــــها   |
| ومن حشمتك سقنا طويلات الأثمان   |  | بنت الحصان اللي طوال حجبها     |
| مايستوي في البيت نايم وسهران    |  | وتــكثر نجوم الليل للي حســبها |
| كله لعينا وقفتك بين الأضــعان   |  | يومك تخايل وين راحو عربــها    |

## زعامته
في سنة 1261هـ/1845م هجم فلاح بن حثلين على حملة ضخمة للحجاج من أهل الأحساء وفارس والبحرين وغيرهم بالقرب من الدهناء. فاستولى على أموالهم ما لايعد ولا يحصى، وهلك الكثير من الحجاج عطشا. فأثار ذلك غضب الإمام فيصل بن تركي الذي ظفر به في السنة التالية 1262هـ/1846م فأرسله إلى الهفوف مقيدًا وطيف به في أسواق الأحساء، ثم جرى تسليمه إلى أحمد السديري الذي ضرب عنقه. فخلفه في زعامة القبيلة أخوه الشيخ حزام بن حثلين (عم راكان بن فلاح بن حثلين) الذي أمضى حوالي خمسة عشر عامًا زعيمًا لقبيلة العجمان، فركنت القبيلة إلى الهدوء ثم تنازل في 1276هـ/1859-1860م عن زعامته لابن أخيه الشيخ راكان بن فلاح بن حثلين بسبب كبر سنه. وبذلك يكون عمر الشيخ راكان بن فلاح بن حثلين حينما تولى زعامة قبيلته (46) عامًا.

### معركة مَلَح
عندما أضحى راكان زعيمًا لقبيلته، جعل يكتب إلى الإمام فيصل ويتودد له ويرسل إليه الرسل والهدايا من الخيل والركاب، ويطلب منه العفو حتى صفح عنه الإمام وحضر بين يديه وبايعه على السمع والطاعة. ثم عظم أمره ووثق بقوة قبيلته، فأغار في سنة 1860م على إبل الإمام فيصل نفسه وأخذها وارتحل ومعه قبيلته من ديرة بني خالد إلى ماء الصبيحية جنوب الكويت. فكلف الإمام فيصل إبنه عبد الله بقيادة حملة لمطاردة راكان، فخرج عبد الله من الرياض أواخر شعبان 1276هـ/مارس 1860م ومعه قبائل سبيع والسهول وقحطان ومطير، ثم انضم إليه أهالي الوشم وسدير والمحمل، وتوجه إلى ماء الوفراء حيث هجم على مجموعة من العجمان كانت تقيم هناك، فانهزموا من أمامه ونزلوا على راكان في الجهراء. ثم توجه عبد الله نحو منطقة ملح قريبا من الكويت، فقرر العجمان مواجهته ودارت المعركة في ملح يوم 17 رمضان 1276هـ/ 3 أبريل 1860م حيث انهزمت قبيلة العجمان بقيادة زعيمهم راكان وقتل منهم حوالي 700 رجل وفر الباقي إلى الكويت. ثم أرسل الأمير عبد الله وكان موجودًا وقتها في الجهراء إلى أمير الكويت الشيخ صباح بن جابر الصباح يطلب منه إخراج العجمان من البلد ورفع الحماية عنهم، ولكن الشيخ جابر رفض، فقفل عبد الله راجعًا إلى الرياض.

### تحالف العجمان والمنتفق
لم تفت تلك المعركة من عضد راكان بن حثلين وباقي زعماء القبيلة في سنة 1277هـ/1860-1861م، فتشاور معهم بعد عودتهم من البحرين حيث أجمع رأيهم على ترك الكويت وتوجهوا إلى بادية قبيلة المنتفق حيث تصاهروا معهم، ونزلوا كاظمة وتحالف زعماء العجمان والمنتفق جميعا على التعاون ضد كل من يقصدهم بسوء، ومحاربة أهل نجد من البادية والحضر لإدخالهم في طاعتهم وحكمهم. فتتابعت غاراتهم على أطراف الأحساء وعلى أهل نجد وأطراف الزبير والبصرة والكويت، وصارت للمنتفق والعجمان شوكة وقوة عظيمة، وخافوهم أهل البصرة والزبير. فقام متسلم البصرة حبيب باشا بتقديم الأموال والسلاح لشيخ الزبير سليمان بن عبد الرزاق آل زهير للتصدي لأعمال العجمان، فجمع سليمان جنودًا من أهل نجد وبذل فيهم المال حتى اجتمع معه خلق كثير.
ثم أجمعت المنتفق ومعها عربان العجمان على الرأي بأن يتوجهوا ناحية البصرة، ويأخذون منها من التمر مايكفيهم سنتهم، وكان ذلك وقت صرام النخيل، ثم يتوجهون بعد ذلك إلى حرب نجد. فساروا نحو البصرة ونزلوا قريبا منها، ثم نهضوا إليها وانتشروا في نخيلها حيث عاثوا فيها بالنهب والفساد. فتصدى لهم شيخ الزبير «سليمان بن عبد الرزاق الزهير» بمن معه من أهل نجد وأهل الزبير وعسكر باشا البصرة الأتراك وقاتلهم قتالا شديدًا حتى أخرجهم من النخيل، ثم طاردهم إلى البادية حيث جرت معركة شديدة انهزم فيها تحالف المنتفق والعجمان وقتل منهم خلق كثير، فترفقوا حيث فرت المنتفق نحو كويبدة وكابدة غرب الزبير بالعراق، وفر العجمان إلى الجهراء حيث اتخذوها مركزا لنشاطهم. وقد تنكر أمير المنتفق الشيخ منصور من المجموعة المتحالفة مع العجمان خوفُا من مصادرة أملاكه وأملاك آل السعدون الكثيرة في البصرة، فاتصل بحاكم الزبير ومتسلم البصرة منيب باشا معربًا عن برائته مما حدث ومؤكدًا ولاءه للدولة العثمانية، لذا فقد امتنع المتسلم عن التعرض لأملاك آل سعدون الواسعة في البصرة.

### معركة طينة
بعد أن فر العجمان ومعهم الكثير من المنتفق إلى الجهراء وكان ذلك سنة 1277هـ ويصادف ربيع 1861م علم الإمام فيصل بن تركي بمسير العجمان والمنتفق إلى أرض الكويت، أمر ابنه عبد الله أن يسير بجنوده لقتالهم، فخرج من الرياض قاصدًا الجهراء دون أن يعلم المنتفق ومن معهم من العجمان وغيرهم بمقدمه، فلما وصلوا المطلاع صبحهم عبد الله بمن معه من الجنود فحصل بين الفريقين قتال شديد انهزمت فيه المنتفق والعجمان ولجئوا إلى ساحل البحر وهو في حالة جزر، فتوقف جيش عبد الله عن ملاحقتهم وظل محاصرًا لهم من بعيد، ولما مد البحر طغى عليهم الماء وغرق منهم حوالي 1500 رجل ولم ينج منه إلا رئيسهم راكان وزوجته ومن تبعه من رجاله، فبعد ان ركب جواده أردف زوجته خلفه فأطلق له العنان حيث اخترق صفوف العدو بقوة وتبعه رجاله، فلم يتعرص لهم أحد. وسميت تلك الوقعة بالطبعة أو الطينة بسبب موت الكثير منهم بالطين والوحل. وكانت تلك المعركة يوم 15 رمضان 1277هـ/ 26 مارس 1861م، وقد غنم من أموالهم مالا يعد ولا يحصى. أما الشيخ راكان فقد عاد إلى البحرين لاجئًا عند شيخها محمد بن خليفة.

## تحالفه مع سعود بن فيصل آل سعود
بعد وفاة الإمام فيصل بن تركي آل سعود تولى ابنه الأكبر عبد الله الحكم بعده، ولكن أخاه سعود لم يرض بذلك، فخرج عليه سنة 1287هـ/1870م ومعه بعض القبائل. وأخذ يكاتب زعماء قبيلة العجمان، فقدم عليه خلق كبير من بادية العجمان. في حين كان راكان وعمه حزام عندالأمير ناصر بن جبر الموالي للإمام عبد الله يحلفون عنده على التعاون والتناصر للقتال ضد سعود وذلك مكرًا وخديعة، فخرج أهل الأحساء معهم، فلما وصلوا نهر الوجاج غدروا بهم وانقلبوا عليهم وأخذوا سلاحهم من أيديهم وسلبوهم ثيابهم وقتلوا منهم ستين رجلا، ففرت فلولهم نحو الهفوف، فتبعهم العجمان ولكن لم يدركوهم إلا متحصنين في بلدهم. فالتحق أمراء العجمان بقوات سعود.
كان لراكان دور كبير في معركة جودة التي جرت يوم 27 رمضان 1287هـ/20 ديسمبر 1870م بين جيش الإمام عبد الله وبين جيش أخيه سعود، إذ تمكن راكان من إقناع «عساف أبي اثنين» زعيم قبيلة سبيع الذي كان مع جيش عبد الله بالانسحاب بأن قدم له خلال المعركة فرسه قائلا:«خذ ياعم هذه الفرس فهي ألين لك»، ففهم عساف المراد من ذلك، فتراجع بقبيلته وانسحب من المعركة، مما أثر ذلك على مجرى المعركة فكان النصر الساحق لسعود.

## القبض على الشيخ راكان
تنبه العثمانيون لدور الشيخ راكان وقوته في الأحساء بعد انتشار قواته وتعاظم نفوذه في المنطقة وما حولها، فألقى العثمانيون القبض على الشيخ راكان بعدما أقض مضاجعهم، وتضاربت المصادر حول كيفية إلقاء القبض عليه، فمنهم من يذكر إلقاء القبض عليه سِلماً بسبب خيانة بعض أعدائه ومنهم من يروي القبض عليه بعد معركة.
يذكر أحد المصادر أن حادثة الأسر كانت بعد عام 1300 هـ / 1882م،  ولكن هذا يتنافي مع الثابت عن مشاركته في الحرب الصربية التركية (1876م–1878م) حيث احتل الصرب مدينة «نيش» العثمانية المسلمة التي سُجن بها الشيخ راكان ودخلها الصرب عام 1878م.

### الرواية الأولى
تتبع العثمانيون تحركات راكان، وفي بداية شهر ذي الحجة من عام 1288هـ خيّم مع حوالي 400 رجل قريباً من مدينة الهفوف عند بئر ماء للعجمان يُسمى «عين كويكب السليماني»، فجرَّد الوالي العثماني في الأحساء قوّة من الخيّالة قوامها 500 فارس فاجأت العجمان في منتصف ليلة الخميس الثاني من ذي الحجة عام 1288هـ وقتلت نحو 100 رجل من العجمان وأسرت الشيخ راكان بن حثلين ومعه 30 رجل أحضرتهم إلى الهفوف حيث وُضعوا في سجن الكوت.
أما عن الشيخ راكان فقد وضعه الوالي العثماني في الأحساء معه في القلعة حيث يسكن الوالي، وجعله تحت المراقبة وسمح له بحضور مجلسه (أي مجلس الوالي العثماني)، ولكنه أوعز لرجاله يوم عيد الأضحى (العاشر من ذي الحجة) بأن يفاجئوا ركان وهو في المجلس بوضع القيود حول رقبته وتقييد يديه.
أصدر الوالي بلاغ طلب فيه من أي شخص لديه مبالغ أو ممتلكات لراكان بن حثلين تزيد قيمتها عن 10 ريال فرنسي بأن يُعلن عنها كتاب ويقدمه إليه حتى يردوا إليه ماله، بحيث يتم الإبلاغ قبل بداية العام الهجري الجديد 1289 هـ، وإلا فلن يُلتفت للبلاغات بعد ذلك التاريخ.

### الرواية الثانية
كان راكان بن حثلين يفرض على الدولة العثمانيّة خرجيّة، وذلك لتوفير الأمان لقوافلها التجاريّة التي كانت تسير بين القبائل العربيّة، وسبَّبَ هذا الأمر إزعاجاً للقادة العثمانيين، فقاموا بالتخطيط مع المسؤول عن تسليم الخرجيّة لراكان بن حثلين، لإلقاء القبض عليه. وفي إحدى السنوات رحلت قبيلة العجمان إلى البر، وعندما استقروا ذهب راكان مع ستّة آخرين إلى المسؤول للاتفاق على استلام الخرجية، وعندما وصل راكان إليه ألح عليه البقاء وتقديم الضيافة له، وخلال ذلك قام بإرسال رسالة للقائد العثماني يخبره بها بوجود راكان عنده، وبذلك تمكّن القادة العثمانيون من إلقاء القبض على راكان بحيلة ومن معه،  ثمّ قاموا بتكبيل راكان وإرساله عن طريق البحر إلى عاصمة الدولة العثمانية إسطنبول، ثم نفوه إلى إحدى قلاع مدينة «نيش» التابعة للعثمانيين والواقعة في صربيا، لمدّة لا تقلّ عن سبع سنوات.

## نفيه إلى صربيا
بعد إلقاء القبض على راكان نُفِيَ بعيداً بعد رحلة طويلة عبر البر والبحر.
تذكر بعض المرويات سجنه في إسطنبول عاصمة العثمانيين، بينما تذكر مصادر أخرى أكثر اعتباراً نفيه إلى صربيا التي كانت تابعة للدولة العثمانية وحجزه بها في مدينة نيش. ولعل إسطنبول كانت محطة أثناء نقله غرباً إلى مدينة نيش بصربيا التابعة وقتها للعثمانيين منذ حوالي 400 عام، إذ أن المصادر تُجمع على تواجده ومشاركته في الحرب الصربية التركية (1876م–1878م) والتي كان جزء منها في مدينة نيش الصربية حيث نُفي الشيخ راكان.
ذكر ابن فردوس أن العثمانيين قد أكرموا الشيخ راكان وخصصوا له من يعمل له القهوة، وعينوا خدماً له، ومن بينهم «حمزة» العثماني.
- تذكر بعض المصادر أنه سُجن في قلعة «نيش (Niš)» ثالث أكبر مدن صربيا وأكبر مدن جنوب صربيا (وليست على الحدود مع روسيا كما تذكر بعض المراجع خطأً).[2][25] ويؤيد هذا أنه شارك في حرب مع الأتراك ضد الصرب.
- تذكر مصادر أنه سُجن في إسطنبول بغرفة واحدة لها نوافذ وكان معه منظاراً ينظر من خلاله فرأئى الحرب بين العثمانيين والأعداء، [23] ولعل هذا كان سجناً مؤقتاً حتى تم نقله لى مدينة نيش التي وقعت فيها الحرب المذكورة، أما عن متابعته للحرب فكانت الحرب أصلاً في مدينة نيش بصربيا وليست باسطنبول.

### الضابط العثماني حمزة
اختلفت المصادر عن «حمزة» العثماني على ثلاث روايات:
1. أن حمزة كان سجاناً يقوم بخدمة الشيخ راكان.[3][23]
2. أن حمزة كان ضابطاً عثمانيا مسئولًا عن الشيخ راكان، وكان يحسن معاملته وقامت بينهما صداقة.[26][27]

كان الضابط العثماني «حمزة» هو المسئول عن سجن الشيخ راكان، فسأله ذات مرة عن رحلته البحرية التي مرّ بها حين جاؤوا به إلى السجن وعن طول هذه الرحلة، فنظم الشيخ راكان بن حثلين رحلته عبر البحر في قصيدة، وذكر فيها أن الرحلة البحرية دامت 20 يوماً، ووصف فيها الخديعة التي نالوا بها منه ووضعوه في السجن، جاء في تلك القصيدة:
| حمزة مشينا مـن ديـار المحبيـن  |  | الله يرجعنـا عليـهـم سلـومـي    |
| مشوا بنا العسكر لـدار السلاطين |  | في مركب جـزواه تـرك ورومـي      |
| عشرين ليل يمـة الغـرب مقفيـن   |  | ما احنا نشوف الا السما والنجومي |

ومما جاء في القصيدة عن الخديعة والاحتيال عليه:

| والنوم يا مشكاي مالاج في العين |  | والقلب ياحمزة تزايد هموم |
| من الخداعة واحتيال الملاعين    |  | هيهات لو أني عرفت العلوم |

وفي أحد الأيام وبينما راكان بن فلاح بن حثلين في سجنه باسطنبول رأى طيراً يحوم حول السجن وجال بخاطره أن يودع الطير قصيدة ليوصلها إلى قومه لكثرة اشتياقه إليهم وحنينه إلى موطنه وأراد أن يسلي نفسه بها وقال:
| لاواهني يا طير من هو معـك حـام  |  | ولا أنت تنقل لي حمايـض علومـي  |
| إن كان لا من حمت وجهك على الشام |  | بيسر معيب سهيـل تبغـي تحومـي   |
| بكتـب معـك مكتـوب سـر ولا لام   |  | ملفـاه ربـع كـل ابوهـم اقرومـي |
| سلـم علـى ربـع تنشـد بالأعـلام  |  | لا واهني من شافهـم ربـع يومـي  |

## مبارزته الفارس الصربي
أثناء سجن راكان بن حثلين كانت هناك معركة بين الصرب والعثمانيين وكان بين جيش الصرب فارس أسود البشرة ضخم وكان بين الجيشين حفرة كبيرة تحجز بينهم، وكان الفارس الصربي يقفز بالخيل إلى الجهة المقابلة للعثمانيين فيقتل بعضا من العثمانيين.
استمر هذا الفارس في قتل العثمانيين لمدة أربع أيام من بداية المعركة، وكان راكان بن حثلين يتابع المعركة من سطح السجن فنادى على الضابط حمزة كي يبلِّغ الوالي بأنه يستطيع أن يقتل هذا الفارس الصربي.
أخبر الضابط حمزة الوالي الذي استنكر هذا إذ أن راكان كان نحيفاً قصير القامة، فرفض الوالي.
استمرت المعركة والفارس الصربي الأسود يعيث فساداً، فأرسل راكان بن حثلين إلى الضابط حمزة مرة أخرى كي يخبر الوالي أنه: إما أنا أو الفارس الأسود، فذهب حمزة إلى الوالي وأخبره إن راكان مازال مُصراً على نزال الفارس الأسود. فطلب الوالي راكان بن حثلين وقابله ووافق الباشا التركي على طلبه، وقال له: اطلب ما تريد، فقال الشيخ راكان بن حثلين: أريد أن تسمح لي بان أختار الفرس التي تعجبني من الخيل وكذلك ما يعجبني من السلاح من سيف ورمح، فقال له الباشا التركي: لك ما شئت.
ذهب الشيخ راكان بن حثلين إلى مربط الخيل وصاح ثلاث مرات ونظر فيهن ثم ذهب، وتم على ذلك الحال يومين حتى عرف الفرس التي يُريد وكانت فرس زرقاء قوية الجسم، فأخذها ودربها على طريقته الخاصة ودرَّبها على القفز فوق الحفر الكبيرة والصغيرة فأكمل تدريبها وتأديبها بعدة أيام، ثم لبس عدة الحرب وصال وجال وبرز في الميدان في مقدمة الجيش العثماني فلما وصل إلى ميدان الحرب قفز الفارس الصربي الأسود بحصانه الحفرة الكبيرة وبرز له الشيخ راكان بن حثلين على فرسه التي دربها وبدأ النزال بينهما في ساحة المعركة.
دارت بينهم المعركة ولمس الفارس الصربي الأسود في الشيخ راكان فنون القتال وعرف حركته وذكائه وشجاعته، ولاذ بالفرار من أمام الشيخ راكان بن حثلين وتوجه إلى الحفرة الكبيرة ليعود إلى الطرف الأخر فلحقه الشيخ راكان بفرسه وقفز خلفه واختطفه من على سرج حصانه ورفعه على حارك فرسه وقفز به الحفرة عائدا.
ودقت طبول العثمانيين وتهللت بالنصر وهُزم جيش الدولة الصربي شر هزيمة.

### خلاف على شخصية الفارس الصربي
تذكر بعض المصادر أن هذا الفارس كان أصلاً من مدينة «موسكو» الروسية، وأنه يُعرف باسم بالقائد «أناتولي المسكوفي»،  أو «عبد من المسقوف» (موسكو).

## العفو عنه وخروجه من السجن
صدر عفو من السلطان عبد الحميد الثاني عن الشيخ راكان،  وأطلق العثمانيون سراحه الشيخ عام 1294 هـ / 1877م، وكرّموه وقلّدوه وسام الشجاعة،  وعادوا به عن طريق البحر حتى الجزيرة العربية ثم اشترى له ذلول (جمل) ووضع عليها عتاده وتوجه إلى أهله قبيلة العجمان.
عاد الشيخ راكان زعيما لقبيلة العجمان،  ورتّب له العثمانيون راتباً شهرياً يُقدّر ب400 قرش، مكافأة وتقديراً له، بدئاً من 1292 هـ لغاية وفاته عام 1314هـ، ثم تحول الراتب إلى ابنه فلاح. وصورة مخصصات قبيلة العجمان الشهرية معروضة على موقع www.picuki.com زمنها تم الاستدلال على تاريخ وفاة الشيخ راكان.
أصدر العثمانيون وثيقة للعفو عن الشيخ راكان (انظر الوثيقة العثمانية)،  ورغبوا منه البقاء عندهم وأن يرفعوا مقامه وأن يعطوه منصباً، إلا أنه فضّل العودة لقبيلته فأعطوه جائزة وأوصلوه إلى جدة. وفي شهر رمضان 1295هـ/ سبتمبر 1878م نزل الشيخ راكان هو ورفاقه في جدة وزاروا مكة والمدينة، ومن المدينة توجهوا إلى حائل حيث استقبلهم الأمير محمد بن رشيد استقبالا طيبًا، وودعهم بعد أن أعطاهم ثلاث نياق وخرجًا مليئًا بالريالات الفضية، ثم ذهب إلى أهله فوجد زوجته قد زوجت للدويش.
تذكر المصادر التركية على لسان البروفسير زكريا كورشون الأستاذ بقسم التاريخ بجامعة مرمرة التركية،  والمتخصص في التاريخ الحديث للشرق الأوسط،  أن الشيخ راكان صوّر قصته في أشعاره بصورة مبالغة فيها،  تحولت بعدها خلال الزمن لتصبح أساطير فنية ملحمية.

### تفاصيل وردت في بعض المصادر
ذهب راكان وسلم الأسير إلى الوالي التركي، ثم قال له الوالي: أنت فعلت فعلًا لم يفعله أحد سواك وانتصرنا بفضل الله ثم بفضلك وإنما الإحسان يجزى بالإحسان فاطلب ما شئت فإننا سوف نعطيك ما تطلب، فقال له راكان: أطلب أن تطلق سراحي وأطلب «الدهناء» و«الصمان».
استدعى الوالي الذين لهم خبرة في المناطق وهو يعقتد أن الدهناء والصمان من عواصم الديار، فأخبروه بأن «الدهناء» هي أرض رملية كثيرة الأشجار وهي مرعى لمواشي البادية، و«الصمان» أرض صخرية مرتع للمواشي في وقت الربيع، ولما عرف ذلك قال له: أعطيناك ما طلبت مع ما سنعطيك من الهدايا والأموال.

## وفاته
توفي الشيخ راكان بن فلاح بن حثلين عام 1310 هـ الموافق 1892م عن عمر يناهز الثمانين عامًا، وبذلك تكون فترة زعامته لقبيلته خمسة وثلاثون عامًا.
تذكر مصادر أخرى أنه توفي في شوّال 1314 هـ ظ 1897م، بدلالة آخر راتب دفعه العثمانيون له في بداية هذا الشهر، ثم تم تحويل الراتب إلى ولده فلاح.
وللشيخ راكان ذرية معروفة إلى يومنا هذا.

## تضارب المصادر بخصوص أسر راكان
- طريقة أسر الشيخ راكان مختلفة بين ما تذكره الروايات الشعبية وبين ما تؤكده الوثائق العثمانية.[2] حيث تذكر الروايات الشعبية أنه أُسر غدراً ومكيدةً، أما الروايات الأخرى فتذكر أنه أُسر بعد معركة للقبض عليه.

## صدر عنه
| الكتاب                                       | المؤلف                     | التاريخ | مصدر   |
| -------------------------------------------- | -------------------------- | ------- | ------ |
| راكان بن حثلين فارس وشاعر وشيخ قبيلة العجمان | يحيى الربيعان              | 1995    | [ 35 ] |
| العجمان وزعيمهم راكان بن حثلين               | أبو عبدالرحمن عقيل الظاهري | 1996    | [ 36 ] |
| أسير نيش: راكان بن فلاح بن حثلين (رواية)     | أحمد حمد السبيت            | 2021    | [ 37 ] |
| راكان                                        | سليمان محمد الحديثي        | 2022    | [ 38 ] |

## أشهر قصائده
للشيخ راكان قصائد عديدة، منها:

| يا ما حلا الفنجال مع سيحة البالْ |  | في مجلسٍ ما فيه نفسٍ ثقيلهْ |
| هذا ولد عـمٍ وهذا ولد خالْ        |  | وهذا رفيقٍ ما لقينا مثيلهْ |

يا قومنا مامن صديق جمعين والثالث بحر
```
والله لابوج لها الطريق لعيـون براق النحـر
```

## الملاحظات
1. ↑  ملح (بفتح الميم واللام) هي واحة في جنوب غرب الكويت شرقي الصمان، وفيها آبار مياه عذبة، وكانت في طريق القوافل من نجد قاصدة الكويت والزبير والبصرة.[6]
2. ↑  ذكر مؤرخون مثل حسين الشيخ خزعل وأحمد باش أعيان وابن عيسى النجدي وغيرهم أن الشيخ ناصر بن راشد هو حاكم المنتفق في تلك الفترة وهذا الكلام غير دقيق، لأن في تلك الفترة تناوب على حكم قبيلة المنتفق كلا من الشيخ منصور بن راشد -وليس ناصر الأشقر الذي حكم بعد أخيه منصور- والشيخ بندر بن ناصر الثامر السعدون. وربما استسقى المؤرخون من مصدر واحد ذكر تلك المعلومة غير المؤكدة، وقد يكون المقصد من رسائل الشيخ ناصر إلى شيخ الزبير ومتسلم البصرة ليحمي أملاكه وأملاك العائلة، وليس كونه أميرًا للمنتفق.[15][14][12]